# Friedrich Ludwig Schröder
 (mars 2016).
Si vous disposez d'ouvrages ou d'articles de référence ou si vous connaissez des sites web de qualité traitant du thème abordé ici, merci de compléter l'article en donnant les références utiles à sa vérifiabilité et en les liant à la section « Notes et références ».
Pour les articles homonymes, voir Schröder.
Friedrich Ludwig Schröder (Schwerin, 3 novembre 1744 - 3 septembre 1816) est un acteur et dramaturge allemand.

## Biographie
Sa mère, l'actrice Sophie Charlotte Bierreichel, se sépare de son mari peu après sa naissance, et part en tournée en Pologne et en Russie. Elle épouse ensuite l'acteur Konrad Ernst Ackermann et, à la tête de leur compagnie, ils circulent dans les villes allemandes avant de se fixer à Hambourg. Le jeune Schröder montre un talent précoce pour la scène, mais sa mésentente avec son beau-père le pousse à quitter le domicile familial pour apprendre le métier de cordonnier.
Il revient vers ses parents en 1759 et devient lui-même acteur. En 1764, il apparaît sur la scène de la troupe Ackermann à Hambourg, jouant d'abord des rôles comiques, puis des rôles tragiques dans lesquels il deviendra célèbre.
À la mort d'Ackermann en 1771, Schröder et sa mère reprennent la direction du théâtre de Hambourg. Il commence à écrire des pièces, largement adaptées de pièces anglaises. En 1780 il quitte Hambourg, et après une tournée avec sa femme Anna Christina Hart, il accepte un engagement au théâtre de la Cour à Vienne. En 1785, il reprend les rênes du théâtre de Hambourg, qu'il dirige avec une grande habileté, avant de se retirer en 1798. Le théâtre de Hambourg dépérissant, le maître est de nouveau rappelé pour un an en 1811. Il meurt en 1816.
Il a été grand maître de la Grande Loge de Hambourg, où il a cherché à réformer la franc-maçonnerie allemande en éliminant les « hauts grades ». Il a donné son nom à un rite maçonnique, le Rite de Schroeder.

## Œuvres
- Dramatische Werke, avec une introduction de Ludwig Tieck, 4 volumes (Berlin, 1831)